# 45e gala des prix Félix
Le 45e gala des prix Félix, organisé en 2023 par l'Association québécoise de l'industrie du disque, du spectacle et de la vidéo, récompense les artistes québécois de la chanson.
La remise des prix est séparée en trois galas : le Gala de l'ADISQ, diffusé en direct sur ICI Radio-Canada Télé, le Premier Gala de l'ADISQ, diffusé en direct sur Télé-Québec quatre jours plus tôt et le Gala de l'Industrie, qui récompense les prouesses techniques en musique.
Les nominations sont dévoilées le 20 septembre 2023. L'auteur-compositeur-interprète Daniel Bélanger récolte le plus grand nombre de nominations, avec six. Derrière lui, Lisa LeBlanc et Alexandra Stréliski en récoltent cinq chacune.
Lors des cérémonies, Daniel Bélanger récolte un total de cinq Félix, ceux d'interprète masculin, d'auteur-compositeur-interprète de l’année, de l'album pop, du choix de la critique et de la meilleure réalisation, faisant de lui l'artiste le plus primé de l'édition 2023. Alexandra Stréliski, quant à elle, remporte les Félix d'artiste féminine de l'année, de rayonnement international, ainsi que d'album instrumental de l'année. L'auteure-compositrice-interprète innue Kanen se démarque en gagnant les prix d'artiste autochtone et de révélation de l'année. Elle est, par ailleurs, la première femme autochtone à remporter le prix de révélation de l'année.

## Gala de l'ADISQ
Le gala des prix Félix se déroule le 5 novembre 2023. Il est animé par Louis-José Houde pour la dix-huitième année consécutive. Celui-ci annonce toutefois qu'il s'agira de la dernière fois qu'il anime ce gala, disant avoir besoin « d'une pause » ainsi que du temps pour travailler sur d'autres projets.
Lors du discours d'ouverture, Houde dédie le gala au chanteur Karl Tremblay du groupe Les Cowboys fringants, affaibli par un cancer de la prostate. Il dit vouloir que la soirée soit à l'image de Tremblay, « digne, forte, fière et festive ».
Les audiences pour la 45e édition de ce gala sont de 1 158 300 téléspectateurs, soit une légère augmentation par rapport à l'édition de 2022.
| Album de l'année (succès populaire) | Artiste de l'année (rayonnement international) |
| --- | --- |
| Gagnant : C’est tout moi (Ginette Reno) - Sous le même toit (2Frères) - Néo-Romance (Alexandra Stréliski) - Mercure en mai (Daniel Bélanger) - aubades (Jean-Michel Blais) - En concert avec l’Orchestre Symphonique de Montréal (Les Cowboys fringants) - L’Amérique pleure (bande sonore originale du film) (Les Cowboys fringants) - Chiac disco (Lisa LeBlanc) - Gin à l’eau salée (Salebarbes) - Non conventionnel (Souldia) | Gagnante : Alexandra Stréliski - La Zarra - Les Louanges - Lisa LeBlanc - Patrick Watson |
| Artiste autochtone de l'année | Auteur(e) ou compositeur, compositrice de l'année |
| Gagnante : Kanen - Kathia Rock - Matiu - Natasha Kanapé - Shauit | Gagnant : Daniel Bélanger - Alexandra Stréliski - Ingrid St-Pierre - Lydia Képinski - Philippe B - Philippe Brach |
| Révélation de l'année | Spectacle de l'année |
| Gagnante : Kanen - Bibi Club - Calamine - Francis Degrandpré - Jeanick Fournier | Gagnant : Le tour du bloc (Michel Rivard) - Sous le même toit (2Frères) - Top Minou (Bleu Jeans Bleu) - Diorama (Bon Enfant) - Picture de IPSE Tour (Hubert Lenoir) - Québec World Tour (Jay Scøtt) - aubades (Jean-Michel Blais) - Crash (Les Louanges) - Chiac disco (Lisa LeBlanc) - Traverser les saisons (Richard Séguin)                                                        |
| Groupe ou duo de l'année | Interprète féminine de l'année |
| Gagnants : Les Cowboys fringants - 2Frères - Bleu Jeans Bleu - Les Trois Accords - Salebarbes | Gagnante : Alexandra Stréliski - Ginette Reno - Guylaine Tanguay - Lisa LeBlanc - Roxane Bruneau |
| Interprète masculin de l'année | Chanson de l'année |
| Gagnant : Daniel Bélanger - FouKi - Ludovick Bourgeois - Patrice Michaud - Richard Séguin | Gagnante : Gin à l'eau salée (Salebarbes) - On a mis d’la lumière (2Frères) - Ce n’est pas de la chance (Ariane Roy) - Crépuscule (Coeur de Pirate) - Nouveau pouvoir (Corneille) - J’entends tout ce qui joue (dans ta tête) (Daniel Bélanger) - Matusalem (avec Jay Scøtt) (Koriass) - Dans l’jus (Lisa LeBlanc) - Tout l’amour qu’on donne (Marc Dupré) - Partout (Roxane Bruneau) |

## Premier Gala de l'ADISQ
Le Premier Gala a lieu le 1er novembre 2023. Il est animé pour la première fois par Sarahmée.

### Gagnant(e)s
- Album de l'année (adulte contemporain) : C'est tout moi, Ginette Reno
- Album de l’année (alternatif) : Les gens qu'on aime, Philippe Brach
- Album de l’année (anglophone) : Like Flowers on a Molten Lawn, Matt Holubowski
- Album de l’année (autres langues) : Jazz Futon, Valaire
- Album de l’année (choix de la critique) : Mercure en mai, Daniel Bélanger
- Album de l’année (classique) : Portrait Alex Baranowki, Angèle Dubeau
- Album de l'année (country) : Soir de quai, Francis Degrandpré
- Album de l’année (folk) : Les liens les lieux, Richard Séguin
- Album de l'année (jazz) : Anomalie, Galerie
- Album de l'année (langues autochtones) : Natukun, Shauit
- Album de l’année (musique instrumentale) : Néo-romance, Alexandra Stréliski
- Album de l’année (musiques du monde) : José Louis & the Paradox of Love, Pierre Kwenders
- Album de l'année (pop) : Mercure en mai, Daniel Bélanger
- Album de l'année (rap) : Aucune promesse, Loud (rappeur)
- Album de l’année (réinterprétation) : En concert avec l’Orchestre Symphonique de Montréal (sous la direction du chef Simon Leclerc), Les Cowboys fringants
- Album de l’année (rock) : Présence d'esprit, Les Trois Accords
- Album de l’année (traditionnel) : Les voix du vent avec cordes et piano (Le Quatuor Trad, Philippe Prud’homme), Le Vent du Nord
- Spectacle de l’année (anglophone) : Life Distortions Tour, Jonathan Roy
- Spectacle de l’année (multilingue/Autres langues) : Aguà, Clay & Friends
- Spectacle de l’année (humour) : Québécois Tabarnak, Adib Alkhalidey
- Spectacle de l'année (variétés/réinterprétations) : Salebarbes, Salebarbes
- Vidéo de l’année : Kundah, Ariane Roy